# Bommiers
Bommiers település Franciaországban, Indre megyében. Lakosainak száma 320 fő (2022. január 1.). Bommiers Ambrault, La Berthenoux, Meunet-Planches, Pruniers és Saint-Août községekkel határos.

## Népesség
A település népességének változása:
| Lakosok száma | 363  | 283  | 229  | 278  | 297  | 303  | 305  | 312  | 312  | 320  |
|               | 1968 | 1982 | 1990 | 2006 | 2013 | 2015 | 2017 | 2019 | 2020 | 2022 |